# Tijenraan

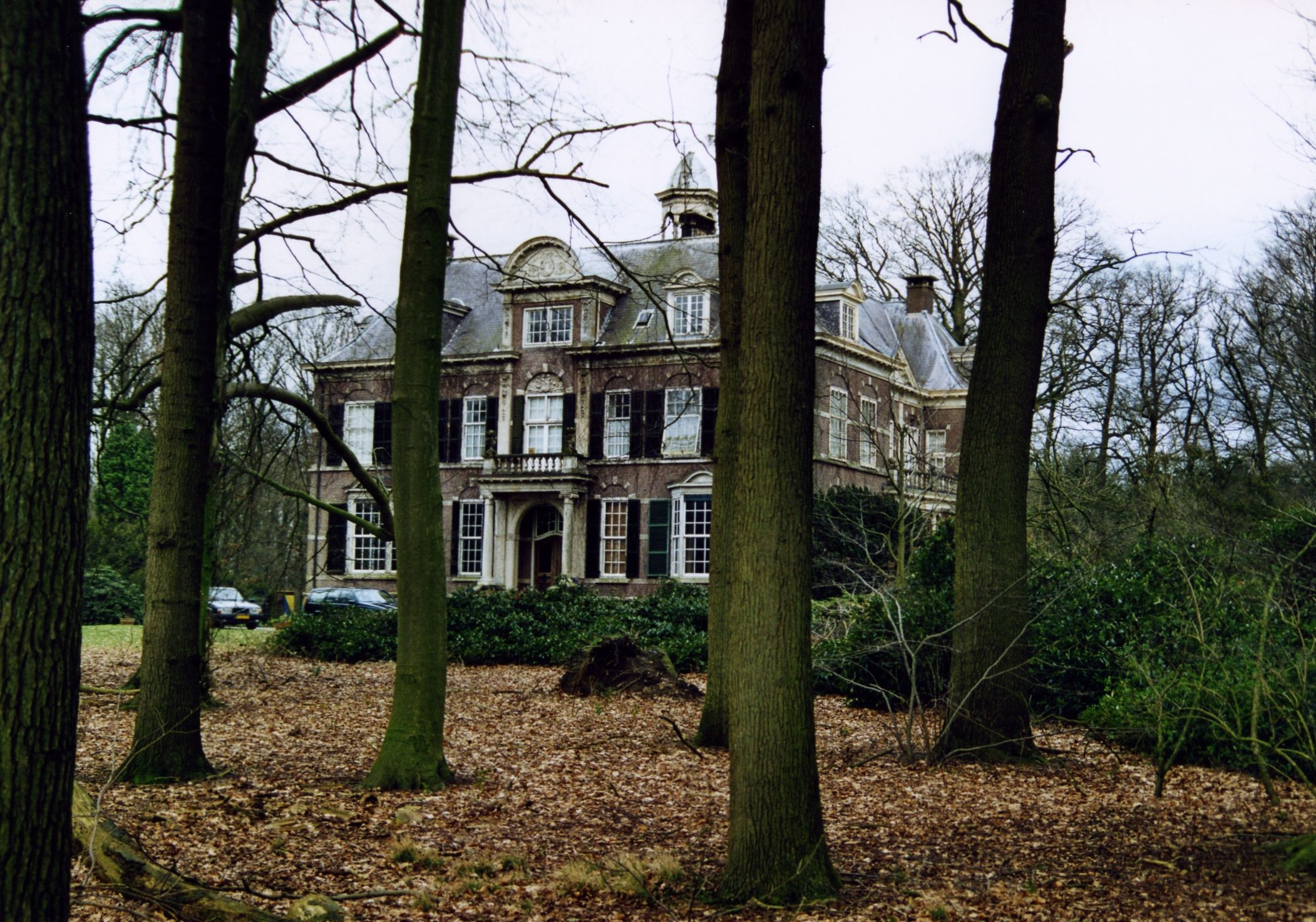
Havezate De Relaer, vroeger gelegen in Tijenraan

Tijenraan was een buurschap in de marke Raalterwoold, gelegen in het schoutambt Raalte. In de buurschap stonden drie havezaten; de reeds verdwenen De Hofstede en Velner en het nog bestaande Het Reelaer. De oudste vermelding van Tijenraan stamt uit 1390, toen het Tye en Roiden heette. Een "tye" was een plaats waar de buurrechter rechtsprak, "roiden" sloeg op een plek waar bos gerooid is tot akker, weide of woonruimte.

Tegenwoordig dragen een buurt en een sportcomplex in de gemeente Raalte de naam Tijenraan.

Drostenkamp en Tijenraan als buurt in het buitengebied van de gemeente Raalte